# Бантес, Джефри
Джефри Леандро Бантес Родригес (исп. Jefry Leonardo Bantes Rodríguez; род. 8 марта 2004) — гватемальский футболист, нападающий клуба «Мунисипаль».

## Клубная карьера
Бантес — воспитанник клуба «Мунисипаль». 8 мая 2022 года в матче против «Ачуапа» он дебютировал в гватемальской Лиги Насьональ.

## Международная карьера
В 2022 году Бантес в составе молодёжной сборной Гватемалы принял участие в молодёжном Кубке КОНКАКАФ в Гондурасе. На турнире он сыграл в матчах против команд Сальвадора, Панамы, Канады, Мексики и Доминиканы.
В 2023 году Бантес принял участие в молодёжном чемпионате мира в Аргентине. На турнире он сыграл в матчах против команд Узбекистана и Аргентины.